# Mizban Khadr Hadi
Mizban Khadr Hadi (1938-2020) zat in Irak tijdens het regime van Saddam Hoessein in de Commandoraad en was een belangrijke leider in de Ba'ath-partij. Hij werd in de omgeving van Bagdad gearresteerd.
Hadi was een van de leiders die Saddam Hoessein het meest vertrouwde. Hij behoorde tot de vier commandanten die ieder een regio van het land kregen toegewezen om tegen de Amerikanen te verdedigen. Hij leidde de verdediging rond Karbala en Najaf.
Hij overleed in mei 2020.